# Estación de San Adrián de Besós
San Adrián del Besós es una estación de la línea R1 de Rodalies Renfe de Barcelona y Estación de San Adrián es una estación de las líneas T4 y T6 del tranvía de Barcelona situada al lado de la primera. Juntas forman un intercambiador multimodal tranvía-cercanías situado en San Adrián de Besós.
La estación de cercanías existe desde hace más de un siglo, ya que está en la línea del Maresme en el tramo Barcelona-Mataró, el primero que se abrió en España. Es estación de cercanías desde que se creó la red, y no tiene ningún otro servicio ferroviario.
El 8 de mayo del 2004 llegó la línea T4 del Trambesòs a San Adrián de Besós, que finaliza junto a la estación de cercanías permitiendo un mejor mallado de la red ferroviaria barcelonesa. Y el 15 de junio de 2008 se puso en servicio la nueva línea T6 entre esta estación y la plaza de Las Glorias en Barcelona, circulando por la Gran Vía.
| << cabecera                    | < estación  | línea | estación > | cabecera >>                                           |
| ------------------------------ | ----------- | ----- | ---------- | ----------------------------------------------------- |
| Rodalies de Catalunya de Renfe |             |       |            |                                                       |
| Molins de Rey Hospitalet       | Clot-Aragón |       | Badalona   | Mataró Arenys de Mar Calella Blanes Massanet-Massanas |
| Hospitalet                     | Clot-Aragón |       | Badalona   | Figueras Port-Bou                                     |
| Trambesòs                      |             |       |            |                                                       |
| Verdaguer                      | Port Fòrum  |       | terminal   | terminal                                              |
| Ciutadella \| Vila Olímpica    | Port Fòrum  |       | terminal   | terminal                                              |